# Heuneus
Heuneus es un género extinto de sinápsidos no mamíferos.